# Александер Ларін
Александер Ларін (ісп. Alexander Larín, нар. 27 червня 1992, Сан-Сальвадор) — сальвадорський футболіст, півзахисник клубу «Альянса» та національної збірної Сальвадору.

## Клубна кар'єра
Народився 27 червня 1992 року в місті Сан-Сальвадор. Вихованець футбольної школи клубу «Турин ФЕСА».
У дорослому футболі дебютував 2007 року виступами за першу команду клубу «Турин ФЕСА», в якій провів два сезони у другому дивізіоні Сальвадору, після чого там же ще рік провів за клуб «Ель Робле».
2010 року уклав контракт з клубом Прімери «Атлетіко Марте», у складі якого провів наступні два роки своєї кар'єри гравця.
З 2012 року два сезони захищав кольори клубу ФАС. Більшість часу, проведеного у складі ФАС, був основним гравцем команди і двічі став з командою віце-чемпіоном Сальвадору: в Клаусурі 2012/13 і Апертурі 2013/14.
16 червня 2014 року Ларін підписав трирічний контракт з мексиканським клубом «УАНЛ Тигрес» і відразу ж відправився в оренду в клуб з Коста-Рики «Ередіано», з яким відразу ж виграв національний чемпіонат.
2 червня 2015 року Ларін повернувся в «Тигрес» після того як його оренда в «Ередіано» закінчилася, але незабаром знову був відданий в оренду, цього разу в мексиканський «Хуарес», з яким виграв Апертуру другого дивізіону Мексики у 2015 році. В подальшому також на правах оренди грав на батьківщині за клуби ФАС та «Альянса».

## Виступи за збірні
Протягом 2010—2012 років залучався до складу молодіжної збірної Сальвадору. На молодіжному рівні зіграв у 9 офіційних матчах, забив 2 голи.
11 серпня 2012 року дебютував в офіційних матчах у складі національної збірної Сальвадору в товариській грі проти Гватемали (1:0). 30 серпня 2014 року забив свій перший гол за збірну в ворота Домініканської Республіки (2:0).
У складі збірної був учасником Золотого кубка КОНКАКАФ 2013 року, Золотого кубка КОНКАКАФ 2015 року та розіграшу Золотого кубка КОНКАКАФ 2017 року в США.
Наразі[коли?] провів у формі головної команди країни 46 матчів, забивши 4 голи.

## Досягнення
- Чемпіон Коста-Рики: Верано 2015